# Bébé moraliste
Bébé moraliste és una pel·lícula muda francès dirigida per Louis Feuillade i estrenada el 1911.
Aquesta pel·lícula forma part de la sèrie Bébé.

## Repartiment
- René Dary : Bébé
- Renée Carl : Madame Labèbe, la mama